# Thrinchus schrenkii
Thrinchus schrenkii är en insektsart som beskrevs av Fischer von Waldheim 1846. Thrinchus schrenkii ingår i släktet Thrinchus och familjen Pamphagidae. Inga underarter finns listade i Catalogue of Life.